# نیکلاس لوفرانی
نیکلاس لوفرانی (متولد ۱۷ دسامبر ۱۹۷۱ در نویی-سور-سن، فرانسه) مدیرعامل شرکت Smiley است که صاحب نشان تجاری و حق کپی رایت چهره و نام اسمایلی در بیش از ۱۰۰ کشور است.

## شرکت Smiley

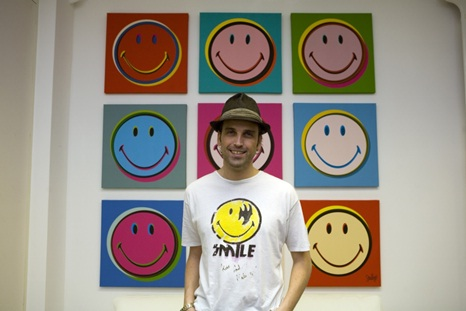
نیکولاس لوفرانی

در سال ۱۹۹۶ در لندن، نیکولاس لوفرانی و پدرش، روزنامه‌نگاری فرانسوی به نام فرانکلین لوفرانی، شرکت صدور مجوز اسمایلی را تأسیس نمودند، و همه حقوق از پیش موجود نشان تجاری لوگو Smiley که فرانکلین لوفرانی از ۱۹۷۲ در اختیار داشت را بازپس بگیرند.

## رشد برند Smiley
نیکولاس لوفرانی ثبت برند تجاری را گسترش داد و با ایجاد هویت تجاری جدید برای برچسب‌ها، بسته‌بندی، کاتولوگ و اقلام مشابه، لوگو را بیش‌تر از همیشه با نام آن مرتبط کرد. همچنین وی ارایه‌های در سراسر جهان ترتیب داد و با پیش گرفتن استراتژی تبلیغاتی جامع[واژگان تبلیغاتی] از همه شرکای صدور مجوز پشتیبانی کرد. هدف از این کار این بود که برای این لوگو سطح پذیرش عمومی مانند سایر لوگوهای آیکونی معروف مانند تیک نایکی یا تمساح لاکست ایجاد شود.

## شکلک‌های گرافیکی
در سال ۱۹۹۷ نیکولاس لوفرانی متوجه رشد استفاده از شکلک‌های ساخته شده با کد اسکی در فناوری موبایل شد و تجربه کار با چهره‌های پویانمایی شده Smiley را آغاز کرد، با این قصد که آیکونهای رنگی بسازد که متناظر و مشابه با شکلک‌های اسکی از قبل موجود که فقط با استفاده از علایم نگارشی ساخته شده بودند، باشند تا این شکلک‌ها برای استفاده در فناوری دیجیتالی جذاب‌تر باشند. لوفرانی این تجربه‌ها را به صورت یک واژه‌نامه آنلاین شکلک درآورد که در طبقه‌بندی‌های مختلف مانند - کلاسیک، بیان حالات، پرچم‌ها، جشن‌ها، سرگرمی، ورزشی، آب و هوا، حیوانات، غذا، ملت‌ها، شغل‌ها، سیاره‌ها، صورت‌های فلکی، نوزادان مرتب شده بودند و این طراحی‌ها ابتدا در ۱۹۹۷ در دفتر حق تکثیر ایالات متحده آمریکا ثبت شدند و سپس در سال ۱۹۹۸ این آیکون‌ها به صورت فایلهای جیف بر روی وب منتشر شدند و اولین شکلک‌های گرافیکی شدند که در این فناوری استفاده می‌شدند.
در سال ۲۰۰۰ فهرست راهنمای شکلک که لوفرانی ساخته بود بر روی اینترنت در دسترس کاربران تلفن‌های همراه قرار گرفت تا از نشانی smileydictionary.com دانلود کنند و این فهرست شامل بیش از ۱۰۰۰ شکلک گرافیکی خندانک و نسخه‌های اسکی آن‌ها بود. بعدتر فهرست راهنمای مشابه‌ای هم در سال ۲۰۰۲ در کتاب مارابوت به نام دیکو اسمایلیز (واژه‌نامه شکلک‌ها) منتشر شد.
در سال ۲۰۰۱ شرکت اسمایلی Smiley Company شروع به ثبت حق شکلک‌های گرافیکی لوفرانی مورد دانلود و استفاده در تلفن‌های همراه شرکت‌های مخابراتی مختلف شامل نوکیا، موتورلا، سامسونگ، SFR (ودافون) و اسکای تله‌مدیا کرد.

## مناقشه وال-مارت
در سال ۲۰۰۱ شرکت اسمایلی وارد مناقشه طولانی در ایالات متحده با برند سوپرمارکت وال-مارت شد که ادعا می‌کرد مالک حقوق برند تصویری اصلی است. این اختلاف باعث هیچگونه عدم توافقی بر سر حقوق آیکونهایی که نیکولاس لوفرانی ساخته بود یا نام برند اسمایلی نبود. طرفین پرونده در سال ۲۰۱۰ قبل از حضور در دادگاه فدرال در شیکاگو طی شرایط افشا نشده با یکدیگر به توافق رسیدند.
ترکیبی از کار قبلی شرکت و پروفایل تولید شده در پرونده دادگاه باعث اطلاع‌رسانی فراوان دربارهٔ لوگو اسمایلی شد و به شرکای جدیدی برای استفاده از برند در محصولاتی مانند پوشاک، عطر، عروسک مخملی، نوشت‌افزار و راه‌اندازی کارزار تبلیغاتی مجوز گرفتند.

## مؤسسه SmileyWorld
در سال ۲۰۰۵ لوفرانی خیریه‌ای به نام مؤسسه The SmileyWorld Association یا (SWA) ایجاد کرد. نیکولاس لوفرانی تصمیم گرفت تا با استفاده از کتان ارگانیک در پوشاک، منابع‌یابی تجارت منصفانه، محصولات اخلاقی را تبلیغ کند و و بخشی از سود شرکت را به مؤسسه SmileyWorld واگذار کرد.

## شراکت و فروشگاه‌های آثار مفهومی
نیکولاس لوفرانی با طراحان خوش سابقه مانند تامی هیلفیگر، او را ایتو، و ژان شارل دو کاستلبایک، شراکت کرد و «اسمایلی» شروع به حضور در فروشگاه‌های آثار مفهومی مشهور مانند کولت در پاریس، فرد سگال در لس آنجلس، هنری بندل در نیویورک و اشتایربلوت در مونیخ کرد.
در دسامبر ۲۰۱۱ اولین فروشگاه آثار مفهومی اسمایلی در لندن افتتاح شد.

## رتبه‌بندی مالی
شرکت اسمایلی یکی از ۱۰۰ شرکت بزرگ مجوزدهی در جهان است و گردش مالی بیش از ۱۶۷ میلیون دلار در سال ۲۰۱۲ داشته‌است.